# 알폰스 아마데
알폰스 안토니오 치코 아마데(독일어: Alfons Antonio Chico Amade, 포르투갈어: Alfons Antonio Chico Amade 알폰스 안토니우 치쿠 아마데[*], 1999년 11월 12일 ~ )는 셉템브리 소피아에서 라이트백으로 뛰고 있는 모잠비크의 축구 선수이다. 독일에서 태어난 그는 모잠비크 국가대표팀을 대표한다.

## 구단 경력
2019년 3월 2일, 아마데는 분데스리가의 TSG 호펜하임에서 프로 데뷔 전을 치렀고, 아인트라흐트 프랑크푸르트와의 원정 경기에서 82분에 나딤 아미리와 교체 투입되었고, 경기는 2-3으로 패했다.

## 국가대표팀 경력
독일에서 태어난 아마데는 모잠비크 혈통이다. 그는 전 독일 청소년 국가대표이다.
2023년 12월, 아마데는 2023년 아프리카 네이션스컵에 참가하기 위해 모잠비크 국가대표팀에 소집되었다.